# 허용준
허용준(許熔埈, 1993년 1월 8일 ~ )은 대한민국의 축구 선수로 현재 서울 이랜드에서 공격수로 활동 중이다.

## 클럽 경력

### 전남 드래곤즈
광양제철고등학교와 고려대학교에서 윙어, 스트라이커, 공격형 미드필더 등 여러 포지션을 소화하며 활약하다가 2016 시즌을 앞두고 고향팀인 전남 드래곤즈에 입단하며 본격적으로 프로에 뛰어든 이후 수원 FC와의 2016년 K리그1 개막전을 통해 프로 데뷔전을 치렀다.
이후 2018 시즌까지 공식전 92경기 17골 8어시스트로 2016년 K리그1 상위스플릿 진출(최종 5위), FA컵 준결승 등에 이바지했고 물론 팀은 2018년 K리그1 최하위로 차기 시즌 2부 리그로 강등되었지만 시즌 공식전 24경기 9골 2어시스트로 개인 커리어 단일 시즌 최다 공격포인트를 기록했다.

### 인천 유나이티드
2018 시즌 종료 후 2019년 1월 11일 계약 기간 3년, 이적료 5억원에 인천 유나이티드로 둥지를 틀었지만 인천 이적 후 리그 10경기 출전에 그치는 등 이렇다할 활약을 펼치지 못했고 설상가상으로 임중용 감독 대행 체제 이후에는 출전 명단에서도 제외되면서 결국 인천 이적 5개월만인 6월 전남의 제철가 라이벌팀인 포항 스틸러스로 임대 이적을 확정지었다.

### 포항 스틸러스 1기
포항으로 임대 이적 후에도 리그 14경기에서 공격포인트를 기록하지 못한 채 부진의 늪에서 허덕이다가 울산 현대와의 2019년 K리그1 38라운드 최종전 원정 경기에서 2-1로 앞서 있던 후반 42분 팀의 3번째 득점을 터뜨리며 울산의 14년만의 리그 우승을 저지시킴과 동시에 전북 현대 모터스의 리그 3연패(통산 7번째 우승)를 도왔고 이 같은 활약에 힘입어 12월 31일 포항으로의 완전 이적에 합의했다.
그리고 2020년 K리그1 개막 2경기(부산 아이파크전, 대구 FC전)에서는 교체 출전했지만 FC 서울과의 3라운드에서는 경미한 발목 부상으로 경기에 출전하지 못했다.

### 김천 상무
2020년 K리그1 4라운드를 앞둔 5월 25일 국군체육부대 2차 모집 합격을 통해 상무에 전격 입대하여 2021년 11월 27일 전역할 때까지 2시즌동안 김천 상무의 주축 공격수로 활약하며 2020년 K리그1 4위, 2021년 K리그2 우승 및 2022년 K리그1 승격에 기여했으며 리그를 마친 뒤 2021년 K리그2 베스트 11 미드필더 부문 후보에 이름을 올리는 기염을 토했다.

### 포항 스틸러스 2기
2시즌간의 김천에서의 군 복무를 마치고 2021 시즌 종료를 앞두고 포항 스틸러스로 복귀한 이후 2022 시즌에서 공식전 32경기 10골 5어시스트로 맹활약하며 K리그1 3위 및 2023-24년 AFC 챔피언스리그 본선 직행을 이끌었고 특히 FA컵 8강에서 비록 팀은 대구 FC에 패하며 준결승 문턱에서 고배를 마셨지만 2경기에서 4골을 집중시키며 전북 현대 모터스의 조규성과 동률을 이뤘음에도 출전수가 적은 덕분에 생애 첫 FA컵 단독 득점왕 타이틀을 거머쥐었다.

### 베갈타 센다이
2022년 11월 25일 일본 J2리그의 베갈타 센다이 임대 이적을 확정지으며 프로 데뷔 이후 첫 해외 진출에 성공했고 2023 시즌 26경기 5골 1어시스트를 기록한 후 시즌을 마무리했다.

### 포항 스틸러스 3기
2023 시즌을 마친 뒤 친정팀 포항으로 복귀하여 홈에서 열린 전북 현대 모터스와의 2023-24년 AFC 챔피언스리그 16강 2차전에서 포항 복귀전이자 ACL 데뷔전을 치러 후반 28분 교체될 때까지 활발한 모습을 보였으나 공격 포인트 획득에는 실패하면서 결국 팀의 16강 탈락을 막지 못했다.

## 국가대표팀 경력

### 청소년 대표팀
2011년부터 2013년까지 U-20 대표팀의 일원으로 12경기 3골을 뽑아내며 2012년 AFC U-19 챔피언십 우승 및 2013년 FIFA U-20 월드컵 본선 진출에 일조했으나 이듬해에 발표된 U-20 월드컵 본선 최종 엔트리에는 들지 못했고 2015년에는 U-23 대표팀 소집 훈련 명단에 이름을 올리기도 했으나 단 1경기도 뛰지 못했다.

### A대표팀
중국, 시리아와의 2018년 FIFA 월드컵 아시아 지역 3차 예선 A조 2연전(6차전, 7차전) 경기를 앞두고 A대표팀 명단에 처음으로 이름을 올렸고 이후 2017년 3월 23일 중국과의 6차전 원정 경기에서 후반전에 남태희와 교체 투입되며 국제 A매치 데뷔전을 치렀지만 그 이후로는 단 한번도 국가대표팀에 차출되지 못했다.

## 대회 성적

### 클럽
전남 드래곤즈
- 코리아컵 : 4강 (2018)

포항 스틸러스
- 코리아컵 : 우승 (2024)
- K리그1 : 3위 (2022)

김천 상무
- K리그2 : 우승 (2021)

### 국가대표팀
대한민국 U-20
- AFC U-20 아시안컵 : 우승 (2012)

### 개인
- 코리아컵 득점왕 : 2022 (4골)